# Bothrinia karenia
Bothrinia karenia är en fjärilsart som beskrevs av Robert Christopher Tytler. Bothrinia karenia ingår i släktet Bothrinia och familjen juvelvingar. Inga underarter finns listade i Catalogue of Life.